# Top Contenders: The Best of Strung Out
Top Contenders: The Best of Strung Out is het derde verzamelalbum van de Amerikaanse punkband Strung Out. Het werd uitgegeven op 19 juli 2011 via het platenlabel Fat Wreck Chords. Het album is een dubbelalbum en bevat 23 nummers die de band tijdens haar gehele bestaan heeft opgenomen en drie nog niet eerder uitgegeven nummers. Alle nummers zijn geremixt door Ryan Greene.

## Nummers
De nummers waarbij * staat aangegeven waren voorheen nog niet uitgegeven.
1. "Firecracker"
2. "Velvet Alley"
3. "Mind of My Own"
4. "Everyday"
5. "City Lights" *
6. "Too Close to See"
7. "Vanity"
8. "Mission Statement"
9. "Cemetery"
10. "Bring Out Your Dead"
11. "Analog"
12. "Black Crosses"
13. "Ashes"
14. "Monster"
15. "Letter Home"
16. "Blueprint of the Fall"
17. "Population Control"
18. "Swan Dive"
19. "Calling"
20. "Saturday Night" *
21. "Exhumation of Virginia Madison"
22. "In Harm's Way"
23. "Scarecrow"
24. "Cult of the Subterranean"
25. "Here We Are" *
26. "Matchbook"